# TJ Bohemians Praha

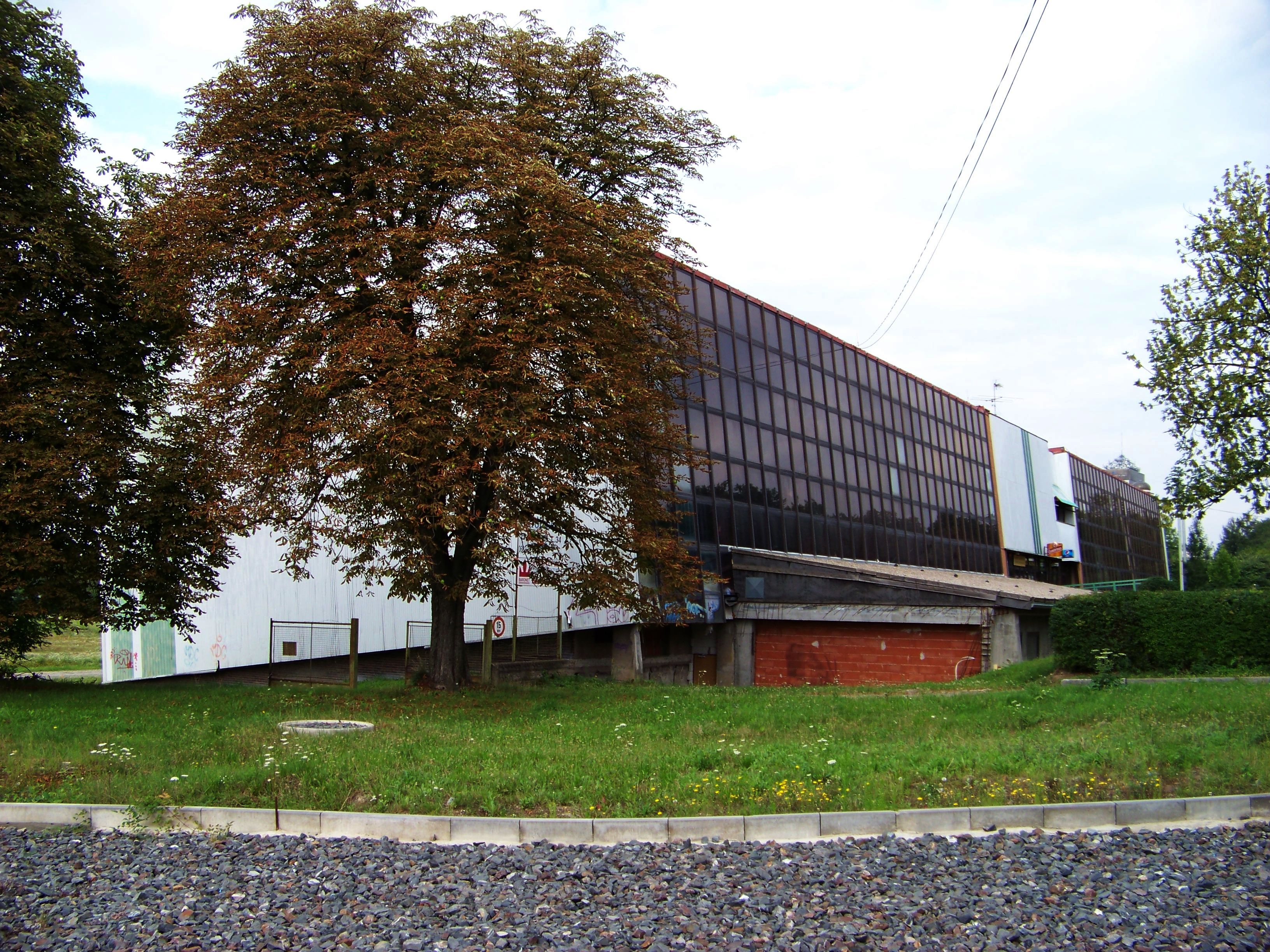
Sídlo klubu ve Strašnicích na Hagiboru v Izraelské ulici

Tělovýchovná jednota Bohemians Praha je český sportovní klub. Jednota je registrována jako spolek a v současné době sdružuje 24 oddílů v různých sportovních odvětvích.

## Historie
Předchůdcem TJ byl Sokol Královské Vinohrady (založen 1887). V roce 1897 byl v Sokolu založen atletický oddíl. V roce 1905 byl založen fotbalový klub AFK Vršovice (pozdější Bohemians). Po roce 1948 došlo v rámci tzv. „sjednocování tělovýchovy“ ke sloučení oddílů Sokola Královské Vinohrady s fotbalovým klubem AFK Bohemians za vzniku tělovýchovné jednoty, která v průběhu let měnila názvy až na dnešní TJ Bohemians Praha.
V roce 1990 byl obnoven Sokol Královské Vinohrady, který v rámci restitucí nárokoval navrácení areálu v Riegrových sadech. TJ Bohemians tento požadavek akceptovala a areál předala Sokolům. Sídlo jednoty se přesunulo do areálu na Hagiboru.
Začátkem 90. let nebyla TJ schopna pokrývat rostoucí finanční nároky některých oddílů. V roce 1993 proto TJ opouští fotbalový oddíl, který je dnes samostatným právním subjektem FC Bohemians 1905.

## Historické názvy
- Železničáři Praha (1948–1952)
- DSO Spartak Praha Stalingrad (1953–1961)
- ČKD Praha (1961–1964)
- Bohemians ČKD Praha (1965–1990)
- TJ Bohemians Praha (1990–dosud)

## Oddíly
V roce 2015 měla tělovýchovná jednota 24 oddílů. V zavorce rok založení.
- akrobatická gymnastika (1992)
- atletika (1897)
- basketbal (1946)
- bridž (2007)
- futsal (1992)
- házená (1909)
- kanoistika (1954)
- lední hokej (1916)
- lyžařská turistika (1949)
- lyžování (1951)
- moderní gymnastika (1962)
- plavání (1946)
- softball (1990)
- sportovní gymnastika (1948)
- šachy (1939)
- šerm (1927)
- tenis (1928
- turistický oddíl mládeže (1949)
- veslování (1923)
- vodní slalom a sjezd (1962)
- vodní turistika (1949)
- volejbal (1989)
- vzpírání (1903)
- zápas (1912)

plus oddíl neuvedený v seznamu TJ:
- pozemní hokej

Fotbalový klub Bohemians Praha 1905 je samostatný právní subjekt.

## Areály a zařízení TJ
- Sportovní areál a hala Hagibor
- Sportovní areál a hala Slovenská
- Loděnice Podolí
- Turistická chata Jiřetín (Jizerské hory)
- Horská chata Klášterka (Špindlerův Mlýn, Krkonoše)